# Salto con gli sci agli XI Giochi olimpici invernali - Trampolino lungo
La gara dal trampolino lungo di salto con gli sci agli XI Giochi olimpici invernali si disputò il 11 febbraio sul Trampolino Okurayama e parteciparono 56 atleti di 16 diverse nazionalità, che effettuarono due salti con valutazione della distanza e dello stile.

## La prova
La gara del trampolino lungo K90, cinque giorni dopo il tris di medaglie giapponese nel trampolino normale, si è svolta in condizioni con molto vento.
Nel primo turno di salti, il diciannovenne polacco Wojciech Fortuna, con un buon aiuto del vento, fece il salto della sua vita, atterrando a 111 metri nuovo record del trampolino Ōkurayama. La giuria discusse per un po' e decise di continuare la competizione. Gli eroi giapponesi erano ancora in lizza per le medaglie. Il neo-campione olimpico del K70, Yukio Kasaya, era al secondo posto, e Akitsugu Konno e Takashi Fujisawa erano al sesto e settimo posto con possibilità di fare una buona prestazione nella seconda prova.
Nel secondo salto tutti e quattro i giapponesi non fecero una buona prova, con Kasaya che scese dal secondo al settimo con un salto di 85 m. Fortuna fece un salto piuttosto mediocre di 87,5 m, ma resistette in testa con un totale di 219,9. Il finlandese Tauno Käyhkö realizzò un buon salto di 100,5 m segnando 219,2 punti. Il giovane svizzero Walter Steiner, che era al 13º posto dopo il primo salto, fece il miglior salto del secondo turno, 103.0 m, e quasi tutti si aspettavano che prendesse il comando, ma con i suoi punti finali 219,8 rimase dietro a Fortuna per 1/10 di punto. L'ultimo saltatore era il tedesco dell'est Rainer Schmidt, all'ottavo posto dopo il primo salto. Dopo un buon salto di 101,0 m, il secondo più lungo del secondo turno ma con punti stile mediocri, concluse terzo con 219,3 punti, battendo Käyhkö con 1/10 di punto ma 6/10 dietro Fortuna.
Fortuna fu il primo saltatore di sci polacco a vincere una medaglia d'oro olimpica.

## Classifica
| Pos.    | Atleta                     | Nazione          | 1º salto | 1º salto | 2º salto | 2º salto | Totale |
| Pos.    | Atleta                     | Nazione          | M.       | P.       | M.       | P.       | Totale |
| ------- | -------------------------- | ---------------- | -------- | -------- | -------- | -------- | ------ |
| Oro     | Wojciech Fortuna           | Polonia          | 111,0    | 130,4    | 87,5     | 89,5     | 219,9  |
| Argento | Walter Steiner             | Svizzera         | 94,0     | 101,6    | 103,0    | 118,2    | 219,8  |
| Bronzo  | Rainer Schmidt             | Germania Est     | 98,5     | 106,4    | 101,0    | 112,9    | 219,3  |
| 4       | Tauno Käyhkö               | Finlandia        | 95,0     | 104,5    | 100,5    | 114,7    | 219,2  |
| 5       | Manfred Wolf               | Germania Est     | 107,0    | 120,3    | 89,5     | 94,8     | 215,1  |
| 6       | Gary Napalkov              | Unione Sovietica | 99,5     | 111,3    | 92,0     | 98,8     | 210,1  |
| 7       | Yukio Kasaya               | Giappone         | 106,0    | 124,9    | 85,0     | 84,5     | 209,4  |
| 8       | Danilo Pudgar              | Jugoslavia       | 92,5     | 98,5     | 97,5     | 107,5    | 206,0  |
| 9       | Esko Rautionaho            | Finlandia        | 93,0     | 95,7     | 99,0     | 110,1    | 205,8  |
| 10      | Jiří Raška                 | Cecoslovacchia   | 99,0     | 111,1    | 89,0     | 93,6     | 204,7  |
| 11      | Rolf Nordgren              | Svezia           | 97,5     | 105,5    | 92,5     | 98,0     | 203,5  |
| 12      | Akitsugu Konno             | Giappone         | 98,0     | 109,7    | 88,5     | 89,4     | 199,1  |
| 13      | Kari Ylianttila            | Finlandia        | 91,5     | 99,1     | 92,0     | 98,3     | 197,4  |
| 14      | Takashi Fujisawa           | Giappone         | 95,5     | 107,2    | 86,0     | 89,9     | 197,1  |
| 15      | Frithjof Prydz             | Norvegia         | 85,0     | 89,0     | 95,5     | 105,7    | 194,7  |
| 15      | Zbyněk Hubač               | Cecoslovacchia   | 91,5     | 96,1     | 91,5     | 98,6     | 194,7  |
| 17      | Zdenek Mezl                | Canada           | 98,0     | 104,7    | 89,0     | 89,6     | 194,3  |
| 18      | Tadeusz Pawlusiak          | Polonia          | 87,0     | 89,3     | 90,0     | 94,0     | 183,3  |
| 19      | Hiroshi Itagaki            | Giappone         | 90,0     | 96,0     | 84,0     | 87,1     | 183,1  |
| 20      | Henry Glaß                 | Germania Est     | 91,0     | 97,9     | 84,0     | 85,1     | 183,0  |
| 21      | Sergey Yanin               | Unione Sovietica | 89,0     | 93,1     | 87,0     | 88,3     | 181,4  |
| 22      | Josef Zehnder              | Svizzera         | 92,5     | 97,0     | 84,0     | 84,1     | 181,1  |
| 23      | Drago Pudgar               | Jugoslavia       | 91,5     | 95,6     | 84,0     | 84,1     | 179,7  |
| 24      | Reinhold Bachler           | Austria          | 88,5     | 88,9     | 89,5     | 90,3     | 179,2  |
| 25      | Ron Steele                 | Stati Uniti      | 86,5     | 86,6     | 89,0     | 91,1     | 177,7  |
| 26      | Leoš Škoda                 | Cecoslovacchia   | 89,5     | 96,3     | 85,0     | 80,0     | 176,3  |
| 27      | Günther Göllner            | Germania Ovest   | 90,0     | 93,0     | 87,0     | 82,3     | 175,3  |
| 28      | Ingolf Mork                | Norvegia         | 89,0     | 95,6     | 83,0     | 77,7     | 173,3  |
| 29      | Adam Krzysztofiak          | Polonia          | 84,0     | 85,6     | 85,0     | 87,5     | 173,1  |
| 30      | Greg Swor                  | Stati Uniti      | 80,5     | 77,2     | 91,5     | 95,6     | 172,8  |
| 31      | Stanisław Gąsienica Daniel | Polonia          | 83,0     | 83,2     | 86,0     | 87,9     | 171,1  |
| 32      | Anatoly Zheglanov          | Unione Sovietica | 80,5     | 73,7     | 90,0     | 97,0     | 170,7  |
| 32      | Rauno Miettinen            | Finlandia        | 83,0     | 79,7     | 87,5     | 91,0     | 170,7  |
| 34      | Jo Inge Bjørnebye          | Norvegia         | 85,5     | 86,7     | 81,5     | 81,1     | 167,8  |
| 35      | K'oba Ts'akadze            | Unione Sovietica | 93,0     | 69,7     | 90,0     | 95,5     | 165,2  |
| 36      | Jerry Martin               | Stati Uniti      | 89,0     | 89,1     | 77,5     | 74,0     | 163,1  |
| 37      | Marjan Mesec               | Jugoslavia       | 83,0     | 78,7     | 84,5     | 83,8     | 162,5  |
| 37      | Bjørn Wirkola              | Norvegia         | 93,0     | 97,7     | 74,5     | 64,8     | 162,5  |
| 39      | Heinz Wosipiwo             | Germania Est     | 82,0     | 74,3     | 87,0     | 85,3     | 159,6  |
| 39      | Peter Wilson               | Canada           | 83,0     | 78,7     | 83,5     | 80,9     | 159,6  |
| 41      | Anders Lundqvist           | Svezia           | 84,5     | 85,8     | 78,0     | 72,2     | 158,0  |
| 42      | Hans Schmid                | Svizzera         | 94,5     | 101,8    | 89,0     | 54,6     | 156,4  |
| 43      | Max Golser                 | Austria          | 86,0     | 84,9     | 78,0     | 68,7     | 153,6  |
| 44      | Ernst von Grünigen         | Svizzera         | 82,0     | 79,8     | 78,0     | 73,2     | 153,0  |
| 45      | Ulf Kvendbo                | Canada           | 79,0     | 75,6     | 80,0     | 77,0     | 152,6  |
| 46      | Rudi Wanner                | Austria          | 79,0     | 69,6     | 83,0     | 82,7     | 152,3  |
| 47      | Scott Berry                | Stati Uniti      | 79,0     | 76,1     | 81,5     | 75,6     | 151,7  |
| 48      | Peter Štefančič            | Jugoslavia       | 79,0     | 67,6     | 84,0     | 77,6     | 145,2  |
| 49      | Yvan Richard               | Francia          | 77,0     | 68,8     | 78,5     | 73,4     | 142,2  |
| 50      | Alain Macle                | Francia          | 76,0     | 65,9     | 71,0     | 56,9     | 122,8  |
| 51      | Jacques Gaillard           | Francia          | 72,0     | 60,8     | 73,5     | 61,9     | 122,7  |
| 52      | Alfred Grosche             | Germania Ovest   | 84,0     | 44,6     | 77,5     | 75,0     | 119,6  |